# La meva família del nord

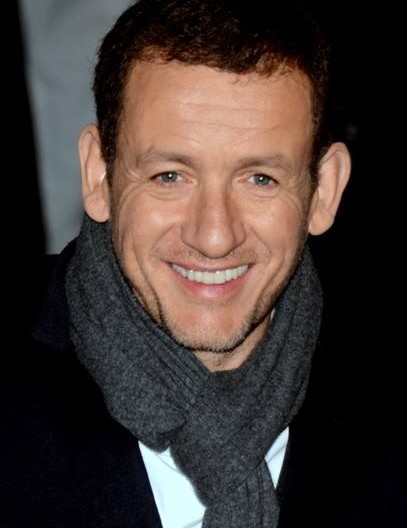
Dany Boon a la cerimònia dels premis César de 2015.

La meva família del nord (originalment en francès, La Ch'tite famille) és una pel·lícula francesa del 2018 dirigida i protagonitzada per Dany Boon. El 12 de maig de 2022 es va estrenar la versió doblada al català a TV3.

## Sinopsi
En Valentin Duquenne és un dissenyador de molt d'èxit, especialment entre la classe alta parisenca, que es fa passar per orfe perquè s'avergonyeix de la seva família de classe treballadora del nord de França. Només la seva parella, la pretensiosa Constance Brandt, sap el seu secret. En plena inauguració de la retrospectiva del dissenyador al Palais de Tokyo de París, es presenten per sorpresa els seus parents del nord: el seu germà, en Gustave, la seva cunyada, la Louloute i, sobretot, la seva mare, la Suzanne, que es pensa que l'han portat a una festa per celebrar el seu vuitantè aniversari. Serà un retrobament familiar que representarà un xoc de cultures i de dialectes que sacsejarà la vida d'en Valentin.

## Repartiment
- Dany Boon: Valentin Duquenne
- Line Renaud: Mother Duquenne
- Laurence Arné: Constance Brandt
- Valérie Bonneton: Louloute
- Guy Lecluyse: Gustave
- François Berléand: Alexander
- Pierre Richard: Jacques Duquenne
- Juliane Lepoureau: Britney
- Judi Beecher: Kate Fischer
- Claudia Tagbo: ministra de Cultura
- Kad Merad: ell mateix
- Julia Vignali: ella mateixa
- Arthur: ell mateix
- Pascal Obispo: ell mateix
- Claire Chazal: ella mateixa

## Producció
Jordan Mintzer de The Hollywood Reporter va declarar que la pel·lícula no era específicament una seqüela de la pel·lícula anterior de Boon Benvinguts al nord, sinó que estava "més a prop d'un projecte derivat". Boon va afirmar que l'any 2014 va escriure un segon esborrany d'una continuació de Benvinguts al nord però que "no n'estava tan content, hi faltava alguna cosa". Mentre treballava a la cinta Raid dingue, Boon va començar a tornar a desenvolupar La meva família del nord.

## Estrena
La meva família del nord es va estrenar a França el 28 de febrer de 2018. El cap de setmana d'estrena a França, la pel·lícula va recaptar 16.739.183 dòlars i va debutar en primer lloc a la taquilla francesa. La cinta va recaptar un total de 46.316.363 dòlars a França.

## Rebuda
Mintzer de The Hollywood Reporter va declarar que Boon "porta el seu concepte tan lluny com pot arribar i una mica més enllà, tot produint unes quantes rialles sòlides al llarg del camí, però quedant sense força a mig camí".